# Campeonato FIBA Américas Femenino Sub-20
El Campeonato FIBA Américas Femenino Sub-20 fue el campeonato de baloncesto femenino para selecciones nacionales con jugadoras menores de 20 años de edad del continente americano. Fue organizado en 2002 y 2006 por FIBA Américas de la Federación Internacional de Baloncesto. En la edición de 2002 el campeonato se disputó por selecciones sub-21. Sirvió de clasificación para el ahora extinto Campeonato Mundial de Baloncesto Sub-21.

## Resultados
| 2002 | Ribeirão Preto, Brasil | Estados Unidos | Brasil | Argentina | Puerto Rico |
| 2006 | México, D. F., México  | Estados Unidos | Brasil | Canadá    | Puerto Rico |

## Tabla de medallas
| Núm. | País           | Oro | Plata | Bronce | Total |
| ---- | -------------- | --- | ----- | ------ | ----- |
| 1    | Estados Unidos | 2   | 0     | 0      | 2     |
| 2    | Brasil         | 0   | 2     | 0      | 2     |
| 3    | Canadá         | 0   | 0     | 1      | 1     |
| 3    | Argentina      | 0   | 0     | 1      | 1     |

## Detalles de participación
| Equipo         | 2002 | 2006 | Total |
| Argentina      | 3.º  | -    | 1     |
| Bahamas        | -    | 6.º  | 1     |
| Brasil         | 2.º  | 2.º  | 2     |
| Canadá         | 5.º  | 3.º  | 2     |
| Costa Rica     | 7.º  | -    | 1     |
| Estados Unidos | 1.º  | 1.º  | 2     |
| México         | -    | 5.º  | 1     |
| Puerto Rico    | 4.º  | 4.º  | 2     |
| Venezuela      | 6.º  | -    | 1     |